# Carl Busley
Carl Busley, född 7 oktober 1850, död 13 februari 1928, var en tysk skeppsbyggare.
Busley blev mariningenjör 1875, lärare vid sjökrigsskolan i Kiel 1879 och professor 1890. Busleys forskningar ligger huvudsakligen inom den sjömaskinella teknikens område, där hans främsta arbete är Die Schiffsmachine (3:e upplagan 1891–1901). Till stor del tack vare Busley bildades 1899 Die Schiffbautechnische Gesellschaft, vars ordförande han var från dess grundande fram till sin död. Hans hade dessutom ledande befattningar inom Deutscher Seeverein och Deutscher Schulschiffverein. Han ägnade även ett stort intresse åt flygtrafikväsendet samt segel- och motorsport.